# 布鲁辛皮亚诺
布鲁辛皮亚诺（義大利語：Brusimpiano），是意大利瓦雷泽省的一个市镇。总面积5平方公里，人口1138人，人口密度227.6人/平方公里（2009年）。国家统计（ISTAT）代码为012024。